# Ezra Hasbrouck Fitch
Ezra Hasbrouck Fitch, né le 27 septembre 1865 et mort le 16 juin 1930, est le cofondateur de Abercrombie & Fitch avec l'homme d'affaires David T. Abercrombie. Il était avocat.